# لشک دوئوگش
لِـشِـک دوئوگش (لهستانی: Leszek Długosz؛ زادهٔ ۱۸ ژوئن ۱۹۴۱ - ۲۳ مارس ۲۰۲۴) بازیگر، نویسنده، شاعر و آهنگساز اهل لهستان بود.
از فیلم‌ها یا برنامه‌های تلویزیونی که وی در آن نقش داشته‌است، می‌توان به اسمولنسک، قسمت سوم شب و بر گوی نقره‌ای اشاره کرد.